# Bisdom Tyler

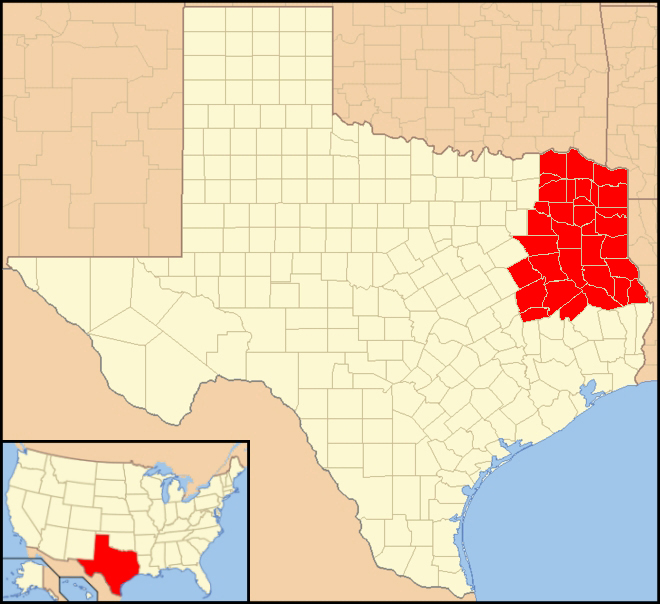
Het bisdom Tyler (rood) binnen de staat Texas

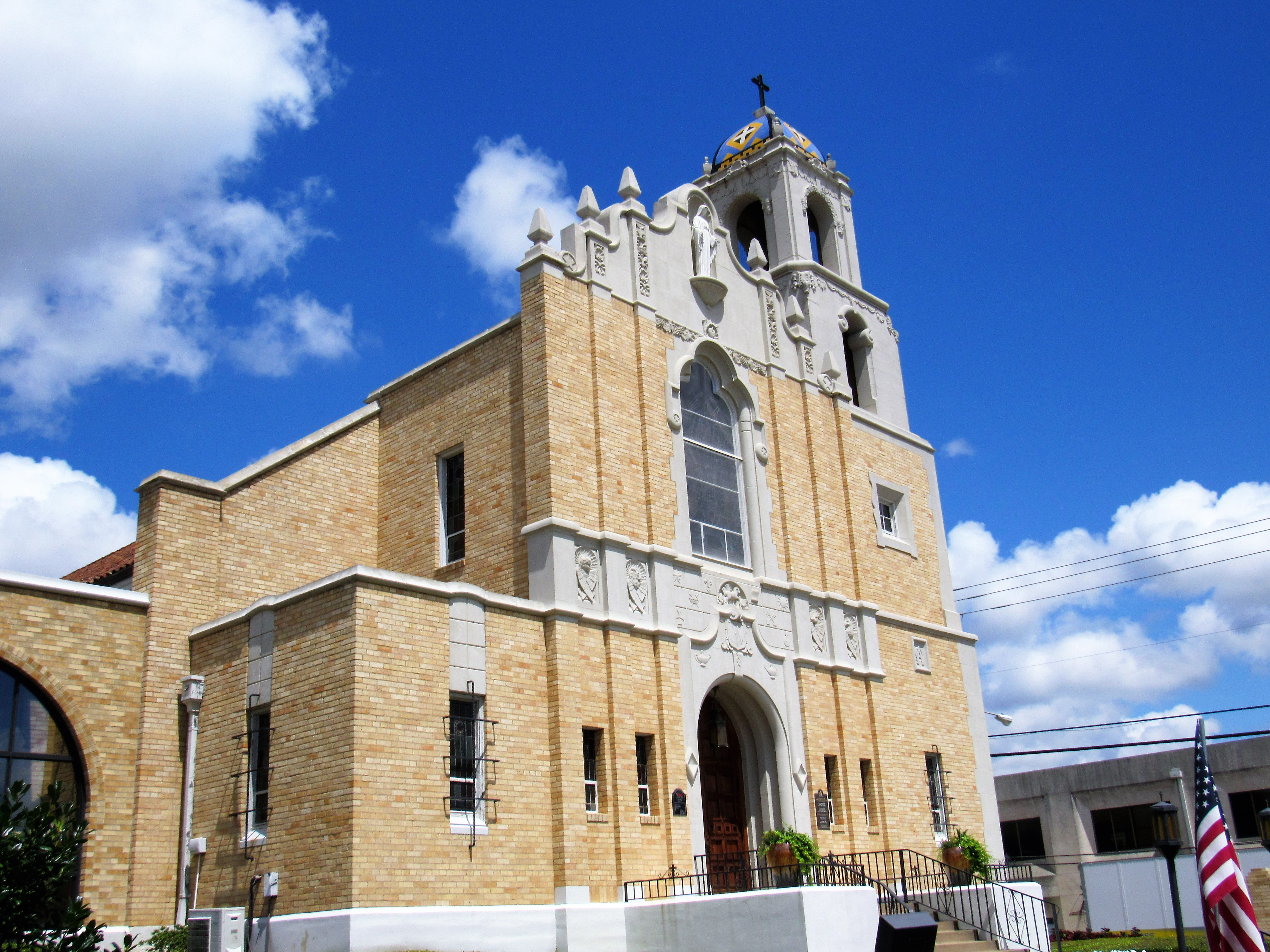
De kathedraal van de Onbevlekte Ontvangenis in Tyler

Het bisdom Tyler (Latijn: Dioecesis Tylerensis) is een rooms-katholiek bisdom met als zetel Tyler in Texas. Het is een suffragaan bisdom van het aartsbisdom Galveston-Houston. 
In 2020 telde het bisdom 52 parochies en 14 missieposten. Het bisdom heeft een oppervlakte van 59.472 km², beslaat 33 county's en telde in 2020 1.522.300 inwoners waarvan 8,6% rooms-katholiek was. Er zijn vier katholieke scholen en vier katholieke ziekenhuizen.

## Geschiedenis
Het bisdom werd opgericht in 1986, eerst als suffragaan bisdom van het aartsbisdom San Antonio. In 2004, bij de oprichting van het aartsbisdom Galveston-Houston, verhuisde Tyler naar die kerkprovincie.
Op 11 november 2023 werd bisschop Joseph Edward Strickland door paus Franciscus uit zijn bisschopsambt ontheven na een onderzoek door het Vaticaan. Enkele dagen eerder had de bisschop, die bekend stond om zijn conservatieve standpunten en als criticus van de paus op sociale media, nog geweigerd om zelf zijn ontslag in te dienen.

## Bisschoppen
- Charles Edwin Herzig (1986-1991)
- Edmond Carmody (1992-2000)
- Álvaro Corrada del Rio, S.J. (2000-2011)
- Joseph Edward Strickland (2012-2023)
- John Gregory Kelly (2024-)

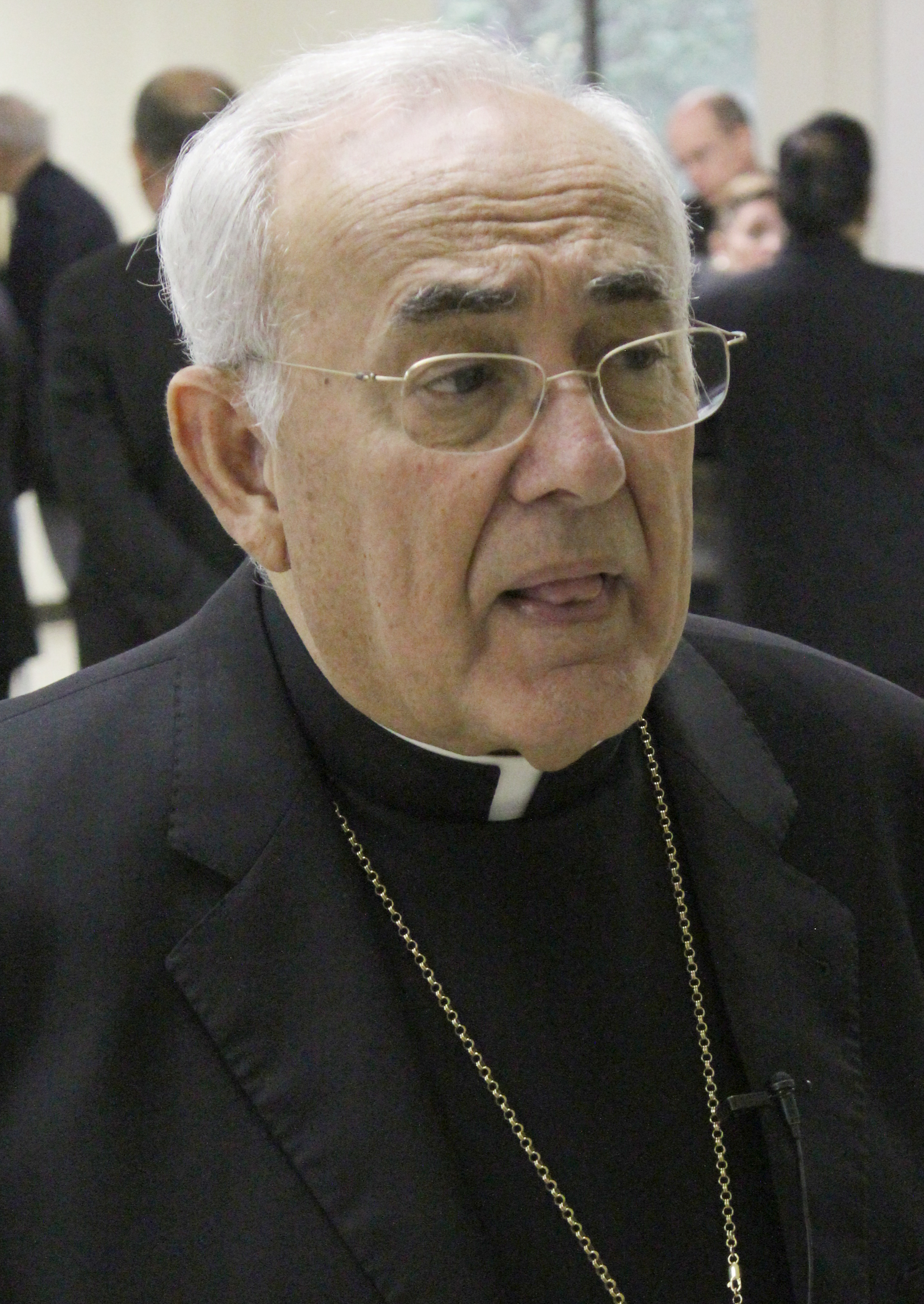
Álvaro Corrada del Rio
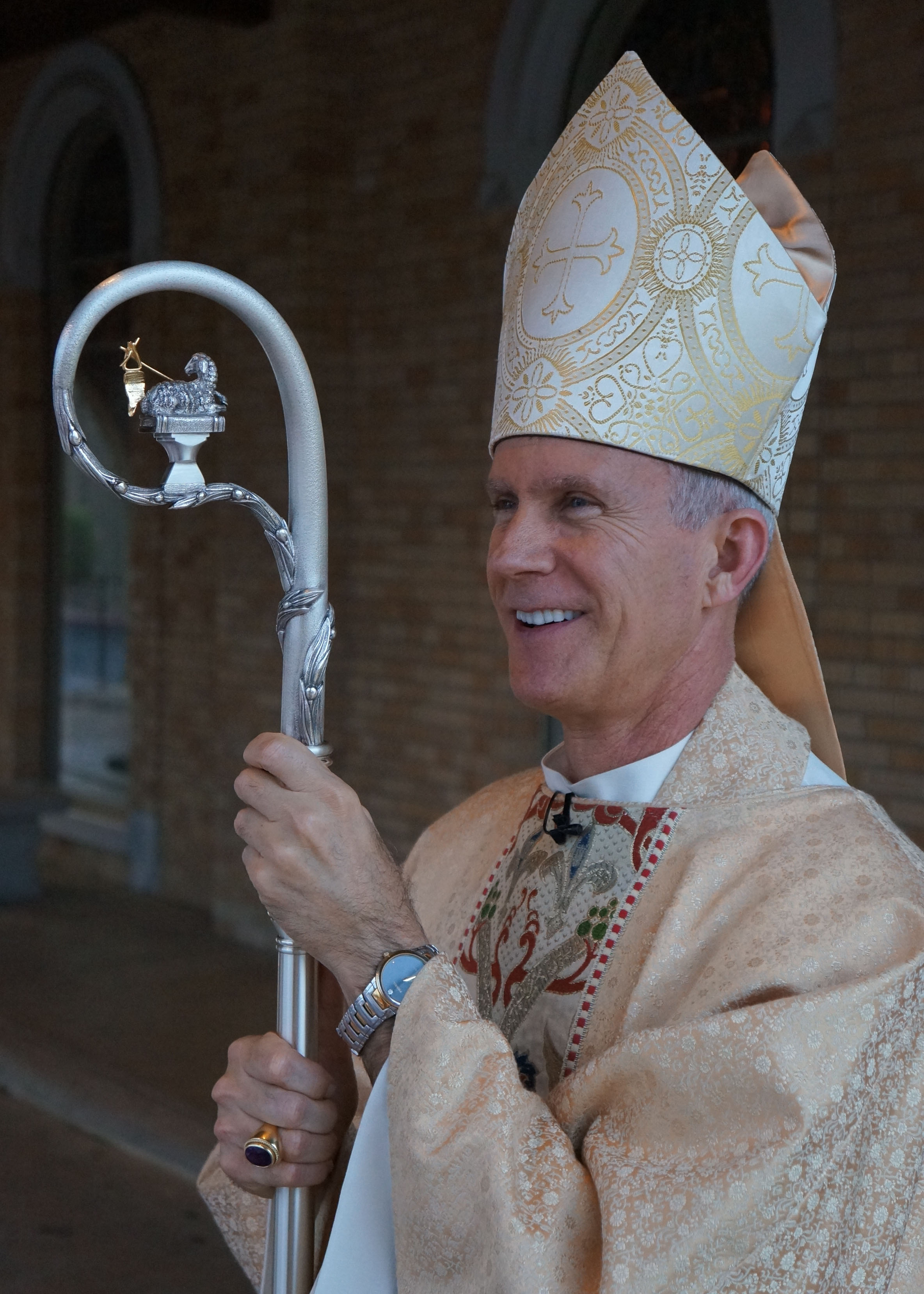
Joseph Edward Strickland